# (11324) Hayamizu
(11324) Hayamizu (1995 QQ3) – planetoida z pasa głównego asteroid okrążająca Słońce w ciągu 4,09 lat w średniej odległości 2,56 j.a. Odkryta 30 sierpnia 1995 roku.